# Delage Type AB, AD e AH
Le Type AB, AD ed AH erano tre autovetture di fascia alta prodotte tra il 1910 e il 1913 dalla Casa automobilistica francese Delage.

## Profilo
Queste vetture ripresero l'eredità delle versioni maggiori della famiglia costituita dalle Delage Type H, J, L ed M (le versioni minori di tale famiglia furono sostituite dalle Type R e T).
Erano delle eleganti vetture per una clientela facoltosa, ma non ancora classificabili come vetture di lusso, sebbene all'epoca anche una vettura di fascia bassa risultasse proibitiva o quasi alla maggior parte della gente.
Erano equipaggiate con due motori da 2.1 litri. In particolare, la Type AB montava un 4 cilindri di derivazione Ballot da 2121 cm³ di cilindrata, in grado di erogare una potenza massima di 16 CV.
La Type AD, invece, era equipaggiata con un motore di derivazione De Dion-Bouton, sempre a 4 cilindri, ma da 2116 cm³ di cilindrata, con valori di potenza analoghi a quelli della Type AB.
La trazione era posteriore e il cambio era a tre marce, ma era disponibile a richiesta anche un cambio a quattro marce.

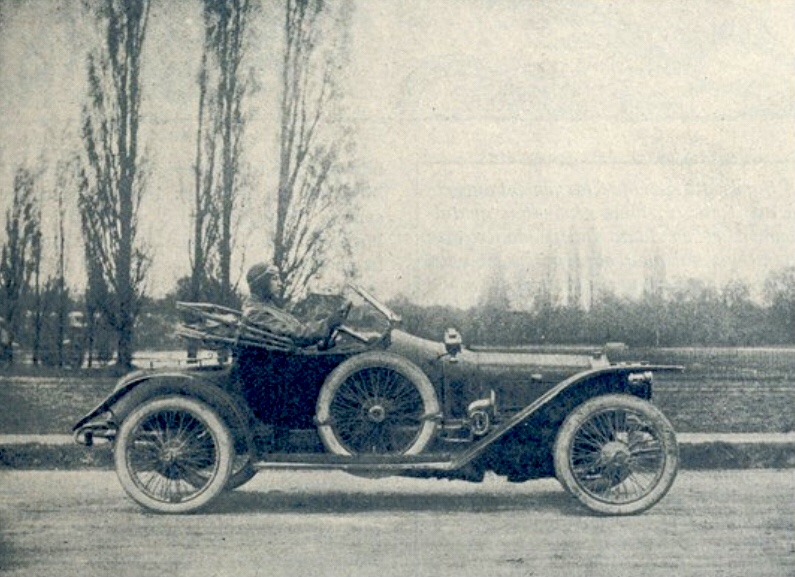
Delage Type AH

Alla fine del 1910, la Type AD fu tolta di produzione, mentre la Type AB continuò a essere prodotta.
Nel 1912 fu introdotta la Type AH, una variante più prestante, sia grazie al suo motore, un 6 cilindri prodotto dalla Delage stessa, della cilindrata di 2566 cm³ e capace di 25 CV a 1600 giri/min, sia grazie al suo peso ridotto di quasi 200 kg. Tale motore fu anche il primo 6 cilindri nella storia della Delage.
La Type AB e la Type AH continuarono a essere prodotte fino al 1913, anno in cui furono tolte di produzione.